# Ак-Жол (Араван)
«Ак-Жол» (кирг. Ак-Жол) — киргизський футбольний клуб, який представляє місто Араван.

## Хронологія назв
- 1997 — Янгиєр
- 1998—2001 — Дружба
- 2002—2003 — Ак-Була
- 2004 — Шараб-К
- 2005 — Динамо
- 2005 — Аль-Фагір
- 2006—2009 — Динамо
- 2010 — Ак-Жол

## Історія
Команда була заснована в 1997 році в місті Араван під назвою Янгиєр. Протягом своєї історії неодноразово змінювала назву. Найкращим досягненням клубу в національних чемпіонатах стало 4-те місце в зоні «Південь» Вищої ліги чемпіонату Киргизстану в сезоні 2003 року, а в національному кубку—вихід до 1/2 фіналу в сезоні 2005 року. В квіті 2010 року через політичну нестабільність та заворушення на півдні країни «Ак-Жол» знявся з національних турнірів.

## Досягнення
- Зона Б (Південь) першої ліги чемпіонату Киргизстану
  -  Чемпіон (1): 2001

- Зона Б-2 (Ошська область) першої ліги чемпіонату Киргизстану
  -  Віце-чемпіон (1): 2004

- Кубок Киргизстану
  - 1/2 фіналу (1): 2005

## Результати виступів

### Чемпіонат Киргизстану
- 2001: 1-ше місце в Зоні Б (Південь) першої ліги
- 2002: 9-те місце у вищій лізі
- 2003: 4-те місце в Зоні Б (Південь) у вищій лізі
- 2004: 2-ге місце в Зоні Б-2 (Ошська область) в першій лізі
- 2005: 5-те місце в Зоні Б (Південь) першої ліги
- 2006: 5-те місце в Зоні Б (Південь) у вищій лізі
- 2010: знявся турніру.

### Кубок Киргизстану
- 1997: 1/16 фіналу
- 2003: 1/16 фіналу
- 2004: 1/16 фіналу
- 2005: 1/2 фіналу
- 2006: 1/16 фіналу
- 2007: 1/32 фіналу
- 2008: 1/32 фіналу